# Columnea grata
Columnea grata là một loài thực vật có hoa trong họ Tai voi. Loài này được (Oerst. ex Hanst.) C.V.Morton mô tả khoa học đầu tiên năm 1938.